# Юкел
Юкел (на нидерландски: Ukkel; на френски: Uccle) е селище в Централна Белгия, една от 19-те общини на Столичен регион Брюксел.

## Известни личности
Родени в Юкел
- Пиер Армел (1911 – 2009), политик
- Венсан Компани (1986 – ), футболист
- Жан-Мишел Фолон (1934 – 2005), художник
- Корин Хукс (1946 – ), писателка
- Венсан Енгел (1963 – ), писател

Починали в Юкел
- Констант Ванден Сток (1914 – 2008), футболист
- Люк Варен (1914 – 2002), спортен журналист
- Артур Вирендел (1852 – 1940), инженер
- Юбер Пиерло (1883 – 1963), политик
- Анри Пирен (1862 – 1935), историк

## Побратимени градове
- Ньой сюр Сен